# Georges Schroeder
Georges Schroeder, född 17 februari 1950, är en friidrottare från Belgien. Han deltog vid olympiska sommarspelen 1976.